# Alcis attracta
Alcis attracta är en fjärilsart som beskrevs av William Schaus 1927. Alcis attracta ingår i släktet Alcis och familjen mätare. Inga underarter finns listade i Catalogue of Life.